# Poigny-la-Forêt
Poigny-la-Forêt est une commune française située dans le département des Yvelines en région Île-de-France.

## Géographie

### Description
Le village est situé au cœur de la forêt de Rambouillet, à 8 kilomètres au nord-ouest de la ville de Rambouillet et à 11 kilomètres au nord-est d'Épernon.
La route principale, l'ancienne route nationale 836 (actuelle RD 936), contourne le village par l'est. Elle relie Rambouillet à Mantes-la-Jolie et Montfort-l'Amaury. Les départementales 107 et 108 traversent le village et le relient à Saint-Léger-en-Yvelines et Épernon.
La gare la plus proche est à Gazeran (6 km), mais les trains les plus fréquents sont à Rambouillet (8 km).
La commune est desservie par la ligne 1 du réseau de bus Centre et Sud Yvelines.
Le sentier de grande randonnée GR 1 traverse le territoire de la commune, de Gazeran au sud jusqu'à Saint-Léger-en-Yvelines au nord.

### Communes limitrophes
|                    | Saint-Léger-en-Yvelines | Les Bréviaires |
| La Boissière-École | Poigny-la-Forêt         |                |
| Hermeray           | Gazeran                 | Rambouillet    |

### Hydrographie
Poigny-la-Forêt est traversée d'est en ouest par la Guesle, un sous-affluent de la Seine par l'Eure et la Drouette.

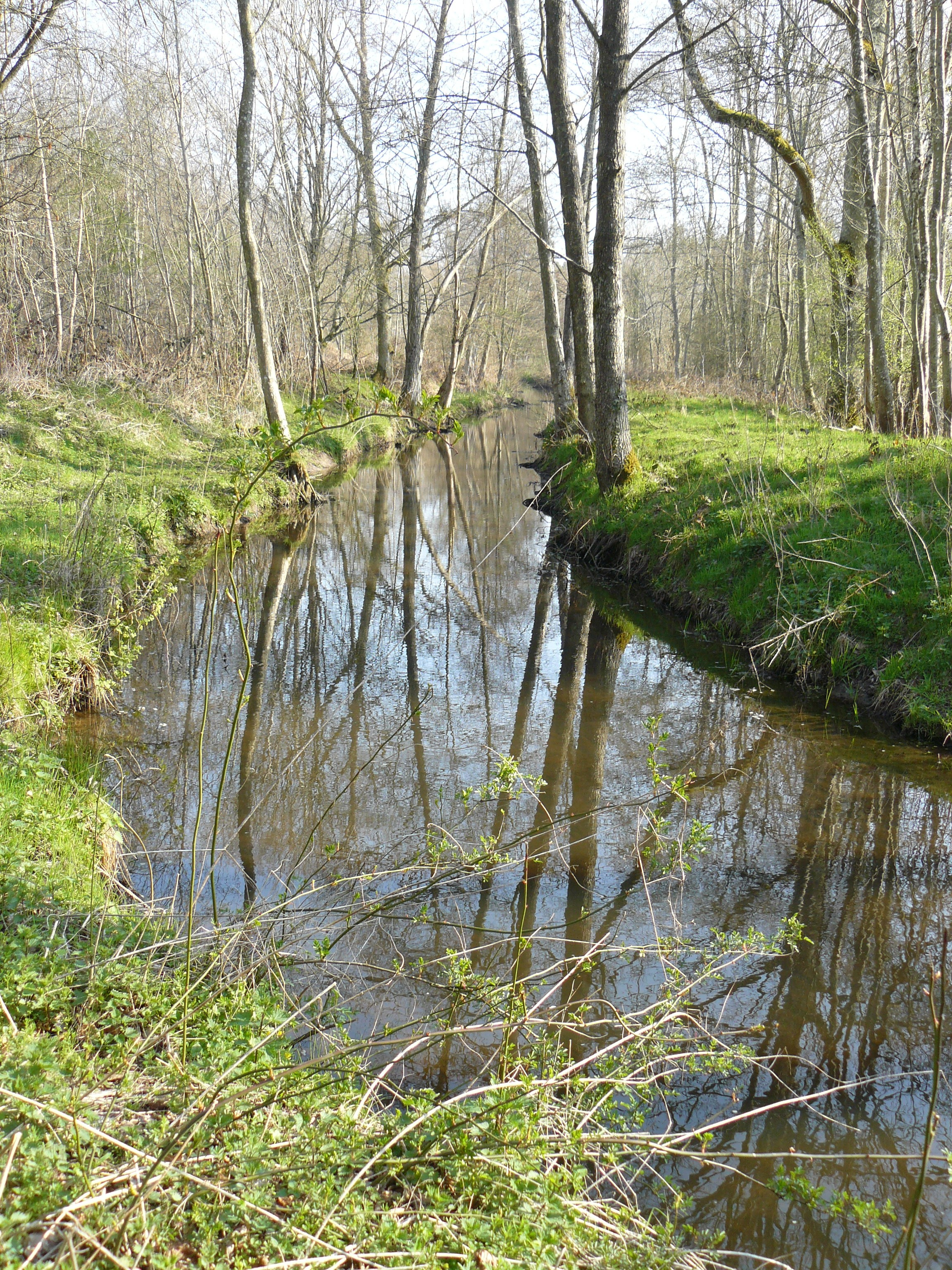
La Guesle.
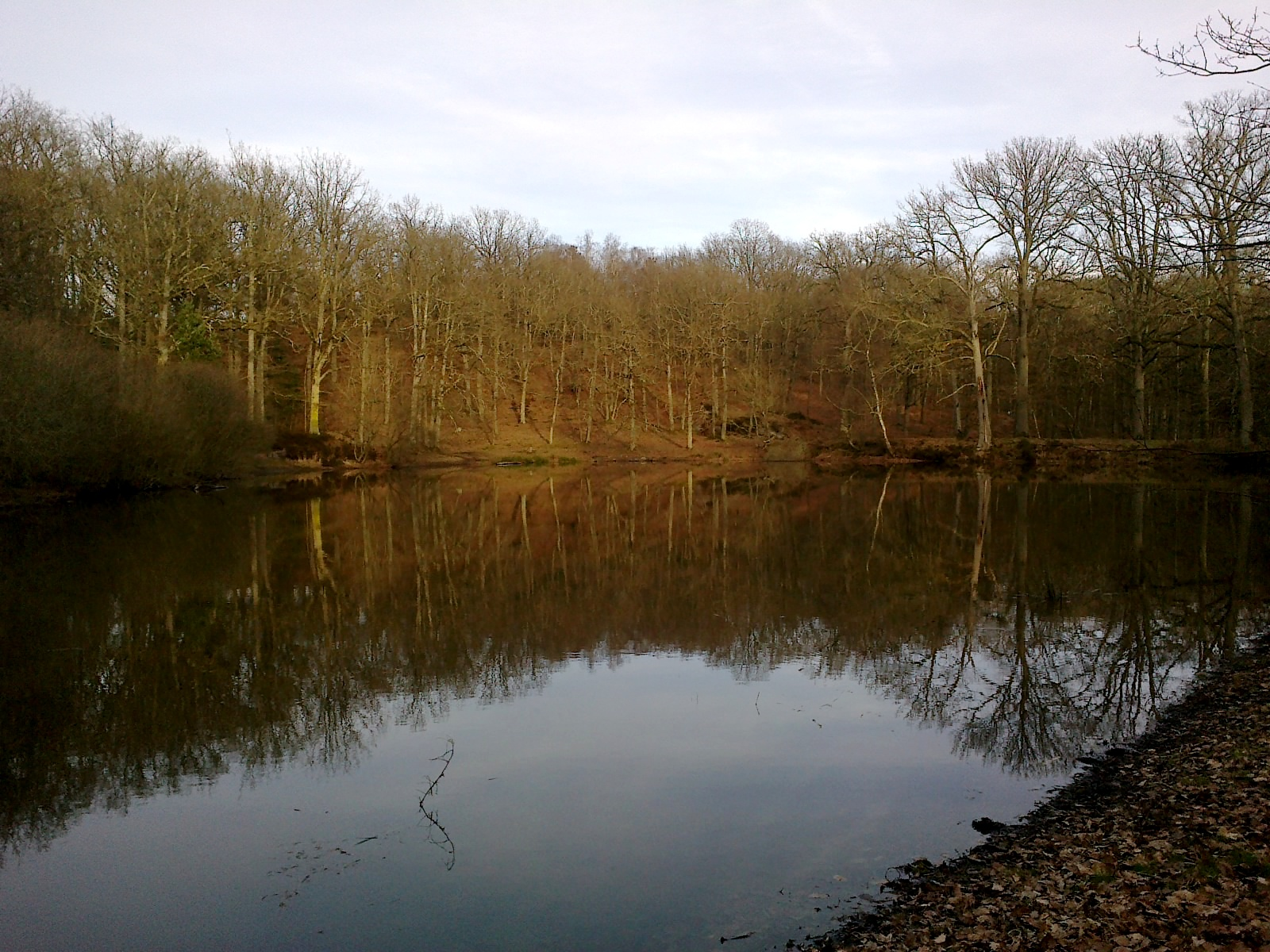
Le Petit étang neuf.

### Climat
Pour des articles plus généraux, voir Climat de l'Île-de-France et Climat des Yvelines.
En 2010, le climat de la commune est de type climat océanique dégradé des plaines du Centre et du Nord, selon une étude du CNRS s'appuyant sur une série de données couvrant la période 1971-2000. En 2020, Météo-France publie une typologie des climats de la France métropolitaine dans laquelle la commune est exposée à un climat océanique altéré et est dans la région climatique Sud-ouest du bassin Parisien, caractérisée par une faible pluviométrie, notamment au printemps (120 à 150 mm) et un hiver froid (3,5 °C).
Pour la période 1971-2000, la température annuelle moyenne est de 10,5 °C, avec une amplitude thermique annuelle de 14,8 °C. Le cumul annuel moyen de précipitations est de 640 mm, avec 10,6 jours de précipitations en janvier et 8 jours en juillet. Pour la période 1991-2020, la température moyenne annuelle observée sur la station météorologique la plus proche, située sur la commune de Saint-Léger-en-Yvelines à 5 km à vol d'oiseau, est de 11,0 °C et le cumul annuel moyen de précipitations est de 706,3 mm,. Pour l'avenir, les paramètres climatiques de la commune estimés pour 2050 selon différents scénarios d'émission de gaz à effet de serre sont consultables sur un site dédié publié par Météo-France en novembre 2022.
| Mois                                  | jan.           | fév.           | mars           | avril         | mai             | juin          | jui.          | août          | sep.          | oct.            | nov.             | déc.             | année      |
| ------------------------------------- | -------------- | -------------- | -------------- | ------------- | --------------- | ------------- | ------------- | ------------- | ------------- | --------------- | ---------------- | ---------------- | ---------- |
| Température minimale moyenne (°C)     | 1,3            | 1,2            | 2,8            | 4,7           | 8               | 11            | 12,7          | 12,6          | 9,9           | 7,6             | 4                | 1,7              | 6,5        |
| Température moyenne (°C)              | 4              | 4,6            | 7,4            | 10,2          | 13,5            | 16,8          | 18,8          | 18,7          | 15,4          | 11,7            | 7,1              | 4,3              | 11         |
| Température maximale moyenne (°C)     | 6,8            | 8,1            | 12,1           | 15,7          | 19              | 22,5          | 24,8          | 24,8          | 20,9          | 15,8            | 10,3             | 6,9              | 15,6       |
| Record de froid (°C) date du record   | −14,2 08.01.10 | −12,9 07.02.12 | −11,8 01.03.05 | −5,3 06.04.21 | −1,2 07.05.1997 | 1,9 04.06.01  | 5,4 07.07.20  | 4 26.08.1993  | 1,2 30.09.18  | −4,2 30.10.1997 | −10,6 24.11.1998 | −11,5 29.12.1996 | −14,2 2010 |
| Record de chaleur (°C) date du record | 15,3 27.01.03  | 20,3 27.02.19  | 25,4 31.03.21  | 28,7 20.04.18 | 30,4 28.05.17   | 35,5 18.06.22 | 41,9 25.07.19 | 39,9 06.08.03 | 35,3 09.09.23 | 28,8 02.10.23   | 20,8 01.11.15    | 17,8 07.12.00    | 41,9 2019  |
| Précipitations (mm)                   | 58,2           | 49,8           | 49,5           | 51,3          | 73,6            | 56,6          | 53,8          | 60,3          | 51,4          | 63,5            | 63,7             | 74,6             | 706,3      |

## Urbanisme

### Typologie
Au 1er janvier 2024, Poigny-la-Forêt est catégorisée commune rurale à habitat dispersé, selon la nouvelle grille communale de densité à sept niveaux définie par l'Insee en 2022.
Elle est située hors unité urbaine. Par ailleurs la commune fait partie de l'aire d'attraction de Paris, dont elle est une commune de la couronne,. Cette aire regroupe 1 929 communes,.

### Occupation des solssimplifiée
Le territoire de la commune se compose en 2017 de 95,07 % d'espaces agricoles, forestiers et naturels, 2,67 % d'espaces ouverts artificialisés et 2,26 % d'espaces construits artificialisés.

### Occupation des sols détaillée
Le tableau ci-dessous présente l'occupation des sols de la commune en 2018, telle qu'elle ressort de la base de données européenne d’occupation biophysique des sols Corine Land Cover (CLC).
| Type d’occupation                                                                   | Pourcentage | Superficie (en hectares) |
| ----------------------------------------------------------------------------------- | ----------- | ------------------------ |
| Terres arables hors périmètres d'irrigation                                         | 4,8%        | 113                      |
| Prairies et autres surfaces toujours en herbe                                       | 4,9%        | 115                      |
| Surfaces essentiellement agricoles interrompues par des espaces naturels importants | 7,7%        | 182                      |
| Forêts de feuillus                                                                  | 41,7%       | 983                      |
| Forêts de conifères                                                                 | 33,2%       | 783                      |
| Forêts mélangées                                                                    | 5,3%        | 124                      |
| Forêt et végétation arbustive en mutation                                           | 1,1%        | 27                       |
| Marais intérieurs                                                                   | 1,4%        | 32                       |
| Source : Corine Land Cover                                                          |             |                          |

### Hameaux et lieux-dits
Abbaye des Moulineaux, le Petit Paris, les Rochers d'Angennes .

## Toponymie
Le nom de la localité est attesté dans un document rédigé en latin sous sa forme française [villa quae dicitur], Pugneis en 1124, Puigny en 1265, Pognies en 1197.
Il s'agit d'un nom de lieu de type gallo-roman, basé sur le nom de personne Pugnius ou Punius avec u bref, (« aux gros poings, brutal »), suivi du suffixe -acum.
Homonymie avec Poigny (Seine-et-Marne, Puigny 1265), Pogny (Marne, de Pugneio en 1107), Pougné (Charente, de Poignaco 1203) et Pougny (Ain, de Pogniaco 1164).
Le déterminant complémentaire évoque la forêt de Rambouillet.

## Histoire
Au XIIe siècle, entre 1155 et 1176, l'ordre de Grandmont  fonde le prieuré de Notre-Dame-des-Moulineaux grâce au soutien de Louis VII et de Simon III de Montfort, comte d'Évreux. L'abbaye des Moulineaux tire son nom des moulins qui se trouvaient à sa proximité. En 1317, par suite de la réorganisation de l'ordre, il devient un simple bénéfice pour le prieuré de l'Ouÿe .
En 1576, la famille d'Angennes qui possède Poigny et dont un des membres est prieur commendataire du bénéfice, y construit un château. En 1706, Poigny est cédé au comte de Toulouse et intégré au domaine de Rambouillet.
Dès 1643, le site de l'abbaye était tombé en ruines. Aujourd'hui, on peut encore voir le chœur de l'église et des restes du mur d'enceinte en bordure de la RD 107, à proximité des rochers d'Angennes.

## Politique et administration

### Rattachements administratifs et électoraux
Rattachements administratifs et judiciaires
Antérieurement à la loi du 10 juillet 1964, la commune faisait partie du département de Seine-et-Oise. La réorganisation de la région parisienne en 1964 fit que la commune appartient désormais au département des Yvelines et est le chef-lieu de son arrondissement de Rambouillet après un transfert administratif effectif au 1er janvier 1968.
Elle faisait partie depuis 1793  du canton de Rambouillet de Seine-et-Oise puis des Yvelines. Dans le cadre du redécoupage cantonal de 2014 en France, cette circonscription administrative territoriale a disparu, et le canton n'est plus qu'une circonscription électorale.
Rattachements électoraux
Pour les élections départementales, la commune est depuis 2014 le bureau centralisateur d'un nouveau canton de Rambouillet.
Pour l'élection des députés, elle fait partie de la dixième circonscription des Yvelines.

### Intercommunalité
Poigny-la-Forêt faisait partie de la communauté de communes Plaines et Forêts d'Yveline, un établissement public de coopération intercommunale (EPCI) à fiscalité propre créé en 2003 et auquel la commune avait transféré un certain nombre de ses compétences, dans les conditions déterminées par le code général des collectivités territoriales. Cette intercommunalité devient une communauté d'agglomération en 2015 sous le nom de Rambouillet Territoires communauté d’agglomération Rambouillet Territoires (RTCA).
Dans le cadre des dispositions de la loi portant nouvelle organisation territoriale de la République du 7 août 2015, qui prévoit que les établissements publics de coopération intercommunale (EPCI) à fiscalité propre doivent avoir un minimum de 15 000 habitants, cette intercommunalité a fusionné avec la petite communauté de communes Contrée d'Ablis-Porte des Yvelines et la communauté de communes des Étangs pour former, le 1er janvier 2017, la communauté d'agglomération dénommée Rambouillet Territoires dont la commune est désormais membre.

### Liste des maires
| Période                                  | Période                       | Identité        | Étiquette | Qualité                                                                                  |
| ---------------------------------------- | ----------------------------- | --------------- | --------- | ---------------------------------------------------------------------------------------- |
| Les données manquantes sont à compléter. |                               |                 |           |                                                                                          |
| 1946                                     | 1977                          | Maurice Hude    |           |                                                                                          |
|                                          |                               |                 |           |                                                                                          |
| 2008                                     | 2014                          | Marie Fuks      | SE        |                                                                                          |
| 2014                                     | En cours (au 20 février 2021) | Thierry Convert |           | Vice-président de la CA Rambouillet Territoires (2020 → ) Réélu pour le mandat 2020-2026 |

## Population et société

### Démographie

#### Évolution démographique
L'évolution du nombre d'habitants est connue à travers les recensements de la population effectués dans la commune depuis 1793. Pour les communes de moins de 10 000 habitants, une enquête de recensement portant sur toute la population est réalisée tous les cinq ans, les populations de référence des années intermédiaires étant quant à elles estimées par interpolation ou extrapolation. Pour la commune, le premier recensement exhaustif entrant dans le cadre du nouveau dispositif a été réalisé en 2008.

En 2022, la commune comptait 930 habitants, en évolution de −1,38 % par rapport à 2016 (Yvelines : +2,72 %, France hors Mayotte : +2,11 %).
| 1793 | 1800 | 1806 | 1821 | 1831 | 1836 | 1841 | 1846 | 1851 |
| ---- | ---- | ---- | ---- | ---- | ---- | ---- | ---- | ---- |
| 392  | 398  | 466  | 447  | 447  | 428  | 446  | 451  | 439  |

| 1856 | 1861 | 1866 | 1872 | 1876 | 1881 | 1886 | 1891 | 1896 |
| ---- | ---- | ---- | ---- | ---- | ---- | ---- | ---- | ---- |
| 419  | 467  | 442  | 444  | 447  | 464  | 400  | 444  | 410  |

| 1901 | 1906 | 1911 | 1921 | 1926 | 1931 | 1936 | 1946 | 1954 |
| ---- | ---- | ---- | ---- | ---- | ---- | ---- | ---- | ---- |
| 394  | 371  | 307  | 283  | 311  | 360  | 272  | 327  | 366  |

| 1962 | 1968 | 1975 | 1982 | 1990 | 1999 | 2006 | 2008  | 2013 |
| ---- | ---- | ---- | ---- | ---- | ---- | ---- | ----- | ---- |
| 374  | 402  | 526  | 616  | 825  | 872  | 997  | 1 032 | 949  |

| 2018 | 2022 | - | - | - | - | - | - | - |
| ---- | ---- | - | - | - | - | - | - | - |
| 919  | 930  | - | - | - | - | - | - | - |

#### Pyramide des âges
En 2018, le taux de personnes d'un âge inférieur à 30 ans s'élève à 26,6 %, soit en dessous de la moyenne départementale (38 %). À l'inverse, le taux de personnes d'âge supérieur à 60 ans est de 35,9 % la même année, alors qu'il est de 21,7 % au niveau départemental.
En 2018, la commune comptait 431 hommes pour 488 femmes, soit un taux de 53,10 % de femmes, légèrement supérieur au taux départemental (51,32 %).
Les pyramides des âges de la commune et du département s'établissent comme suit.
| Hommes | Classe d’âge | Femmes |
| ------ | ------------ | ------ |
| 3,0    | 90 ou +      | 7,4    |
| 9,3    | 75-89 ans    | 12,5   |
| 19,7   | 60-74 ans    | 19,5   |
| 26,9   | 45-59 ans    | 21,5   |
| 12,1   | 30-44 ans    | 14,5   |
| 12,1   | 15-29 ans    | 13,1   |
| 16,9   | 0-14 ans     | 11,5   |

| Hommes | Classe d’âge | Femmes |
| ------ | ------------ | ------ |
| 0,6    | 90 ou +      | 1,4    |
| 6      | 75-89 ans    | 7,8    |
| 13,5   | 60-74 ans    | 14,8   |
| 20,7   | 45-59 ans    | 20,1   |
| 19,6   | 30-44 ans    | 19,9   |
| 18,5   | 15-29 ans    | 16,8   |
| 21,2   | 0-14 ans     | 19,2   |

### Enseignement
Le village possède une école.

## Économie
L'activité économique de la commune est essentiellement constituée par les activités forestières et les activités équestres.

## Culture locale et patrimoine

### Lieux et monuments
- L'église Saint-Pierre du XIIe siècle.
- La mairie-école de 1863, construite suivant un modèle économique proposé à l'époque par le ministre des Cultes et de l'Instruction.
- La fontaine Saint-Fort.
- Les ruines du prieuré des Moulineaux (XIIe siècle).

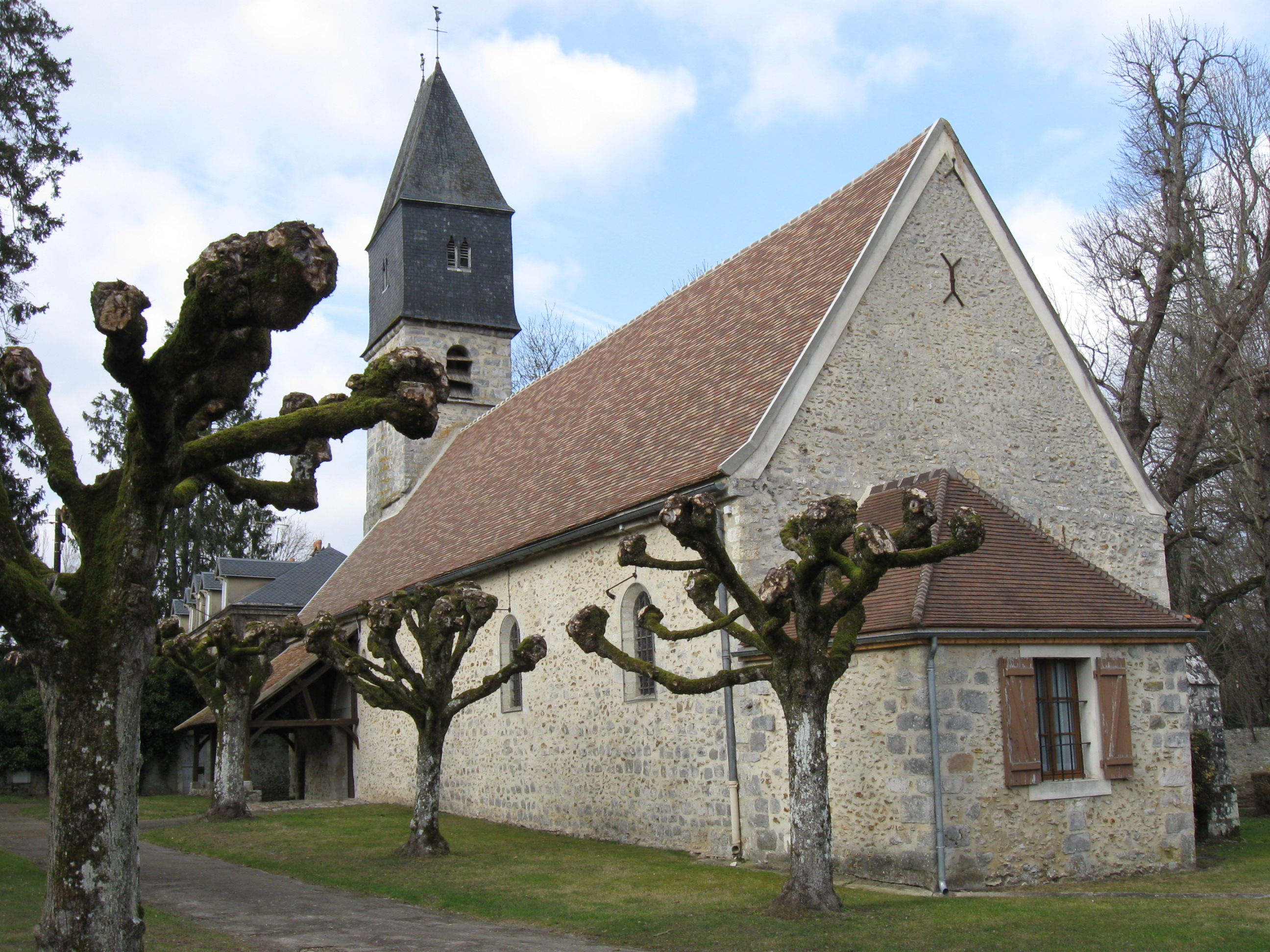
L'église.
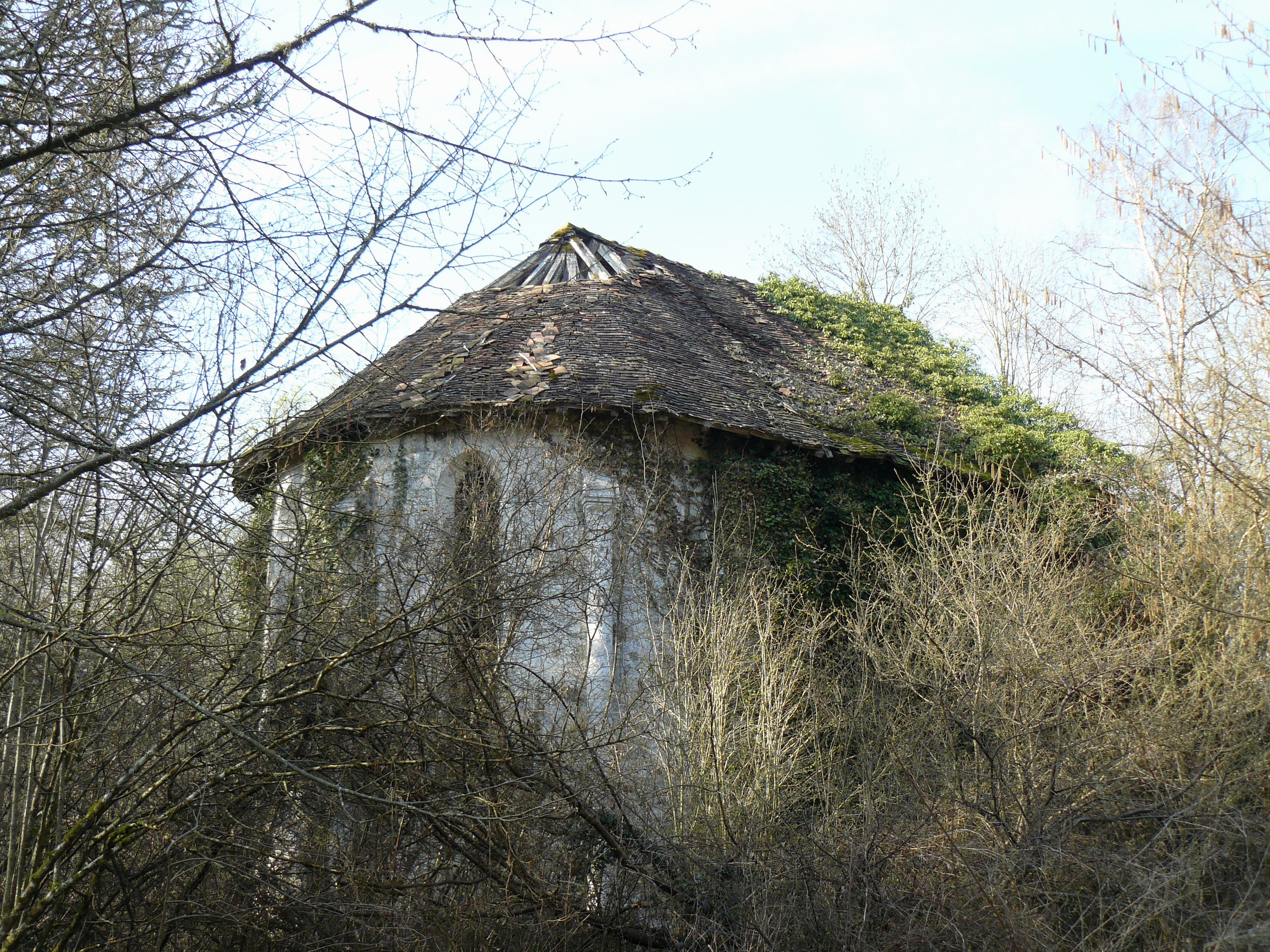
Chapelle, dite chapelle de Moulineaux.
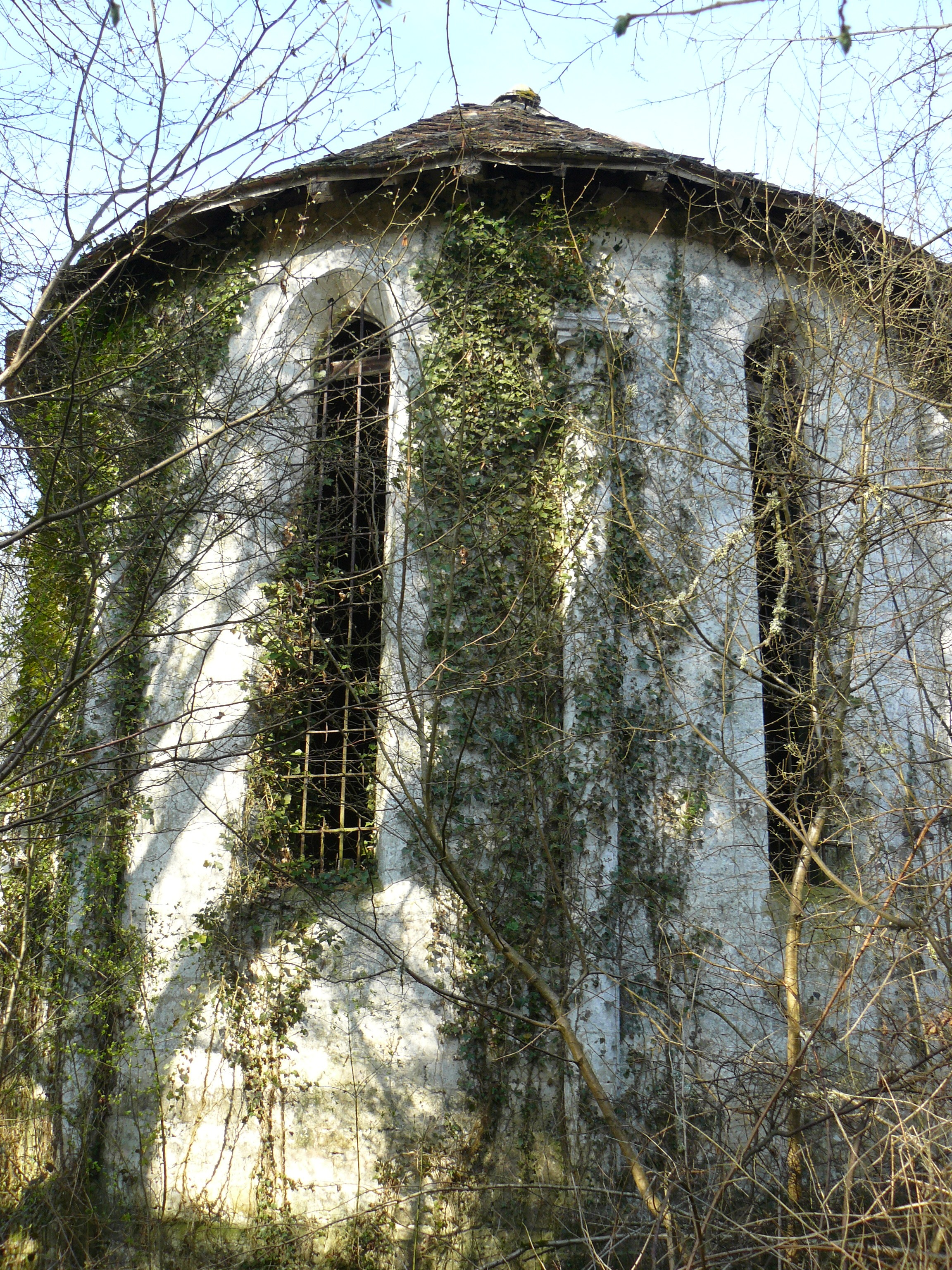
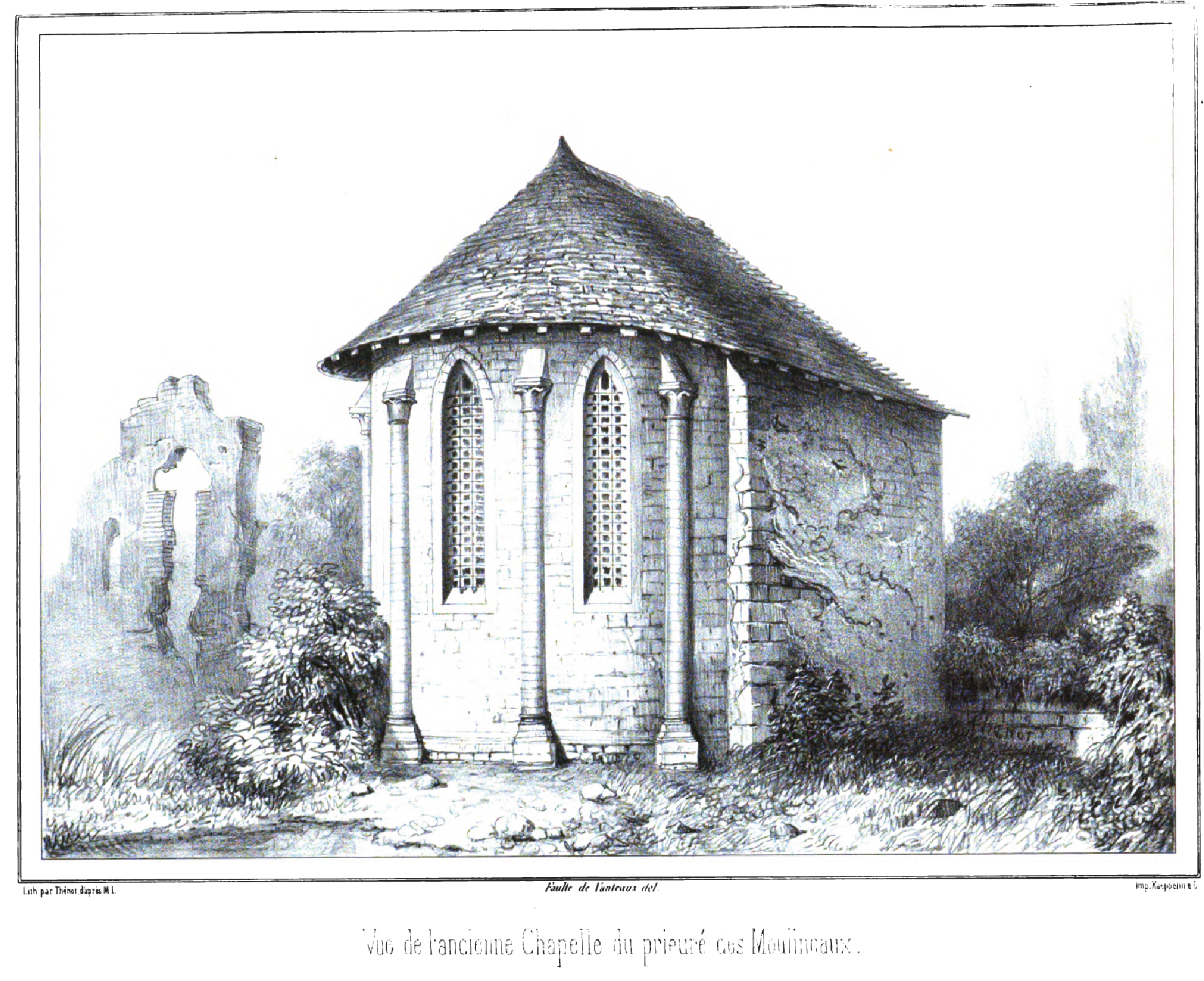
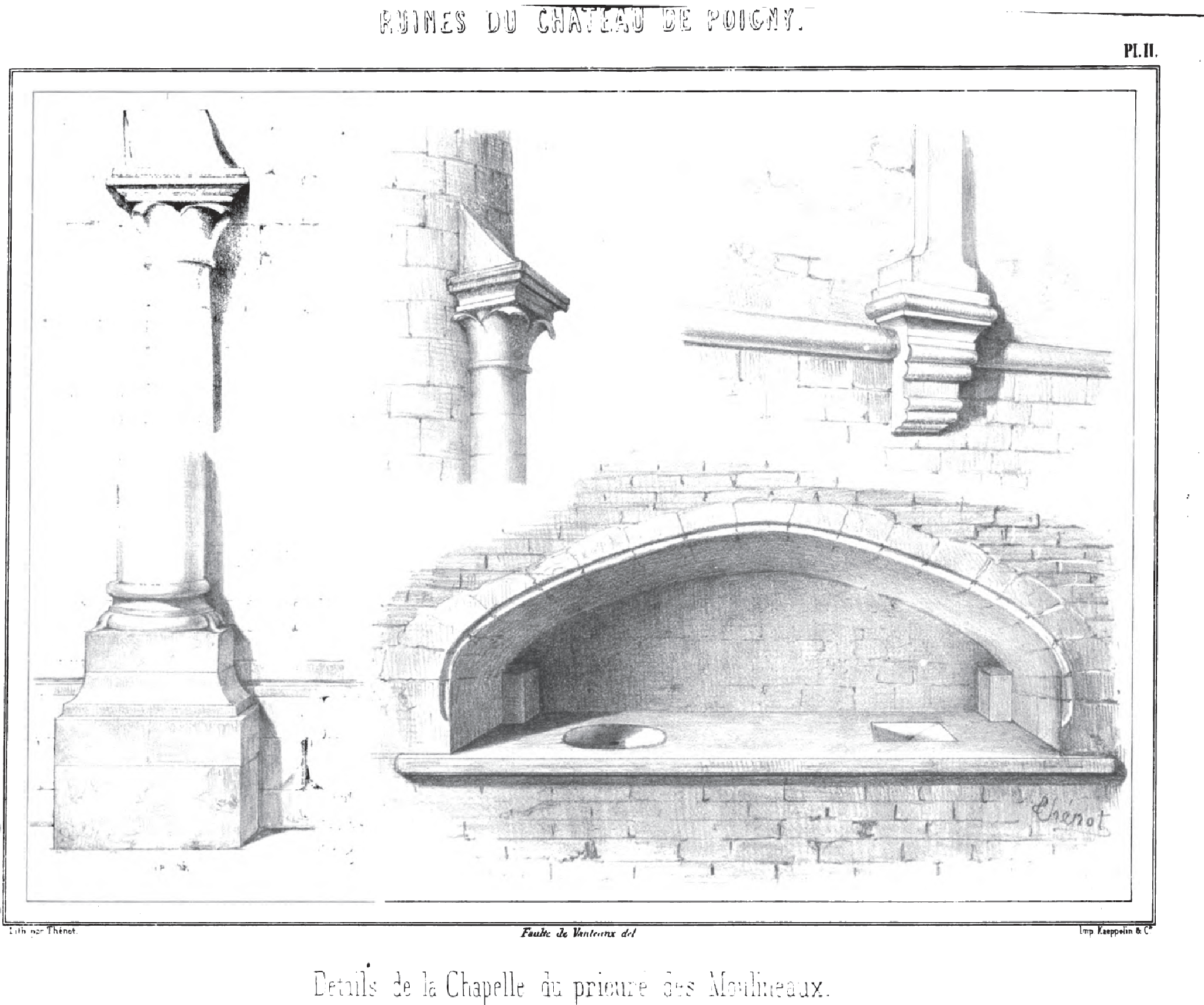

### Personnalités liées à la commune
- Jacques Ferny (1863-1936), compositeur et chansonnier, y a vécu et y est mort.
- Gabriel Cattand (1923-1997), acteur, y a vécu et y est mort.
- Patrick Girard (1950-), journaliste et écrivain français, a longuement séjourné à Poigny-la-Forêt[réf. nécessaire].
- Mylène Demongeot (1935-2022), actrice, et son mari Marc Simenon (1939-1999), réalisateur et scénariste, y ont vécu de 1970 à 1982[réf. nécessaire].
- Arnaud Lagardère (1961-), chef d'entreprise, y possède un domaine[30].

### Héraldique
| Blason de Poigny-la-Forêt | Blason  | Parti : au 1er coupé au I d'argent à deux clés renversées d'or, passées en sautoir, les pannetons affrontés, au II d'azur à l'arbre au naturel, au 2e mi-parti de sable au sautoir d'argent ; au sanglier d'or brochant en abîme sur le tout. Devise / CriUsque ad finem, jusqu'à la fin (souvent utilisé dans les batailles, signifie une volonté de combattre jusqu'à la mort). |
| Blason de Poigny-la-Forêt | Détails | Le statut officiel du blason reste à déterminer. |